# 法雷爾 (密西西比州)
法雷爾（英語：Farrell）是位於美國密西西比州科荷馬縣的普查規定居民點。

## 人口
根據2020年美國人口普查的數據，法雷爾的面積為3.36平方千米，皆為陸地。當地共有人口200人，而人口密度為每平方千米59.52人。